# Sutikva
Sutikva je kuk u Solinu.

## Ime
Nazvana je po crkvi sv. Tekle:9. (Sutekla > Sutikla > Sutikva).:146. Crkva je stradala od osmanskih upada na solinsko područje, a bila je negdje u blizini uzvisine. Drugi patron te crkve bio je sv. Ivan Krstitelj.:9.

## Zemljopisne osobine
To je kamenita stožasta uzvisina (kuk) između današnjeg Solina i Mravinaca.:9. Najviša točka je na 129 m nadmorske visine. S vrha nje se odlično kontrolira okolni prostor. Osobito se to odnosi na 2,5 km udaljeno ušće Jadra. S vrha se vidi dio Bračkoga kanala te ine gradine: na sjeveru Klis i Markezina greda, a na zapadu Sv. Nofar i Luko u Kaštelanskom polju, te Vranjička gradina. Odlično se vidi lokalitet na desnoj obali potoka Ilinca (Ilijin potok), koji bi po Nenadu Cambiju mogao biti Ilirska Salona. Do nje se može doći za oko pola sata pješice preko bližega prijelaza na rijeci Jadru, Biloga briga i uz Ilijin potok. Po svemu je bila korisna za dio sustava gradina, jer su sve bile dio sustava gradina koji su međusobno imale vizualni kontakt.:11.

## Flora
Većinom je kamenita uz ponešto trave i manjeg grmlja. 

## Povijest
Naseljena je još u prapovijesti. Iliri su u njenom podnožju njoj podigli gradinu koja je bila najvažnije prapovijesno naselje u solinskom bazenu. Izgubljena je za arheološka istraživanja zbog izgradnje prometne infrastrukture.:7. U prapovijesti ovdje su bile kolibe.:9.  Gradina je komunicirala srednjojadranskim pomorskim putem, od Kaštelanskoga zaljeva preko Visa. Niz željeznodobnih s pristaništima u tom nizu su Sutikva, odnosno ušće Jadra, ili Sv. Nofar (Veli Bijać) u Kaštelima, Splitska vrata koja je kontrolirala gradina Rat iznad Bobovišća, gradina Hvar na mjestu današnjeg grada Hvara, Gradac na Visu i možda jedna do sad neutvrđena željeznodobna gradina na položaju današnje luke Sv. Jurja ili viške uvale.:9. Vjerojatno je vranjička gradina bila pristanište gradini Sutikvi.:11. U stara vremena ovuda je prolazio stari put Stagnje (viae veteres) kojim se dolazilo u selo. Groblje tog sela pronađeno je 1934. na Glavičinama. S obzirom na to da je groblje iz 10. stoljeća, ti su stari putovi vjerojatno iz istog doba kao to groblje.:168. U srednjem je vijeku Sutikva bila na granici između kučinskoga i kliškog polja. Lokalitet Posrać, starorimski Post stratam ("iza pločanika") je podno Sutikve na kučinskoj strani. Sutikva s okolnim poljem pripadala je Kučinama; Mravince su nastale dosta poslije. Ovdje su i Klišani imali svoje posjede. Često su i presezali i preko svojih granica, što je rezultiralo čestim parnicama i tužakanjima koja su išla sve do samog kralja Ljudevita I,:147. zadarskog kneza i hrvatskog hercega Karla Dračkog.:148. Isprave svjedoče uz ostalo o pravnoj nesigurnosti i samovolji kliških feudalaca.:147. U srednjem vijeku na Sutikvi su pokapani ljudi. 1990-ih Arheološki muzej u Splitu istraživao je nekoliko srednjovjekovnih grobova na donjim sjeverozapadnim terasama Sutikve.:9. Na vrhu Sutikve podignut je križ. Podno Sutikve napravljeno je solinsko Novo groblje.

## Promet
Oko Sutikve iskopana je trasa uskotračne željezničke pruge za Sinj "rere" i poslije cesta za Mravince.:11.

## Ostalo
Vrh Sutikve je 21. kontrolna točka na Solinskom planinarskom putu.

## Vanjske poveznice
- Fotografija: Vrh Sutikve HPD Kozjak – Dračari. 18. travnja 2020.